# الن سوئیفت
اَلن سوئیفت (انگلیسی: Allen Swift; ۱۶ ژانویهٔ ۱۹۲۴ – ۱۸ آوریل ۲۰۱۰) صداپیشه اهل ایالات متحده آمریکا بود.
از فیلم‌ها یا مجموعه‌های تلویزیونی که وی در آن‌ها نقش داشته‌است، می‌توان به سگ تهران، ماجراهای تنسی تاکسیدو و چاملی، قیمتی بالای یاقوت و توتو لاک‌پشت اشاره کرده است.